# Paul Guiramand
Paul Guiramand, né le 1er février 1926 à Saint-Quentin (Aisne), et mort le 8 décembre 2007 à Paris, est un peintre et graveur français.

## Biographie
Peintre figuratif, parfois proche de l'abstraction, Paul Guiramand fait partie des jeunes peintres de la Nouvelle École de Paris. Il est inscrit à l'École nationale supérieure des beaux-arts de Paris à l'atelier de Jean Dupas. Il y fera la connaissance de ses futurs condisciples, parmi lesquels on trouve Jean-Pierre Alaux, Joseph Archepel, Roland Guillaumel, Louis Vuillermoz, Geoffroy Dauvergne, Jacques Berland, Émile Courtin, Mickaël Compagnion, Paul Ambille, Jean Joyet et son épouse Marcelle Deloron.
En 1952, il obtient le premier prix de Rome, et réside à Rome à la villa Médicis de 1953 à 1956. À son retour de Rome, il exposera dans le monde entier.
S'intéressant à toutes les techniques, il va, en 1953, s'initier à la gravure et à la lithographie dans l'atelier de Maurice Mourlot. En 1960, il illustre les œuvres de Guillaume Apollinaire et d'Ernest Hemingway, puis va s'orienter vers la mosaïque. Il a été membre de la Société des peintres-graveurs français.
Paul Guiramand meurt le 8 décembre 2007 dans le 14ème arrondissement de Paris.

## Œuvre

### Illustrations
- Guillaume Apollinaire, Alcools, lithographies en couleurs, 1963-1966
- Homère, L'Odyssée, lithographies d'André Cottavoz, Paul Guiramand, André Minaux et Walter Spitzer, 1968
- L'Atelier, album de lithographies originales de Paul Aïzpiri, Guy Bardone, André Brasilier, Bernard Buffet, André Cottavoz, René Genis, Paul Guiramand, Jean Jansem et André Minaux, Gravure Matignon, 1970
- Colette, Journal à rebours - Képi, 1973
- Jean Giraudoux, Ondine, Les Francs bibliophiles, 1975

### Estampes
- Le Couple, 1965
- Les Chevaux blancs, 1970
- Denise et Sidonie, 1971
- Les Avocats, 1973
- Femme au bouquet, 1980
- Voyage à Rome, 1982
- Voyage à Venise, 1982
- Le Galop, 1986
- Petit Galop, 1986
- Manège no 1, 1992, lithographie
- Femme à la table rouge
- Chevaux jaunes
- Adam et Ève
- Au cirque
- Trapèze

## Collections publiques
- Saint-Martin-d'Hères, domaine universitaire, Bibliothèque Joseph-Fourier : mosaïques[6]
- La Tronche, faculté de médecine de Grenoble, domaine de la Merci : mosaïques, 1969.
- Musée des beaux-arts de Brest : Port de Horn (Hollande), huile sur toile, 54,2 x 73,2 cm[7].
- Musée des Beaux-Arts, Nantes. Six pièces.
- Centre Georges Pompidou, Paris. Deux toiles.
- Musée des Augustins, Toulouse. Une toile.
- Musée  de l'école  supérieure  nationale  des beaux-arts, Paris. Une toile.
- Musée  des Beaux-Arts,  Besançon.
- New Otani Museum, Japon.
- Art institute of Chicago, USA.

## Expositions et Salons
- Paul Guiramand expose durant quarante années au Salon Comparaisons
- Biennale de Paris de 1961